# Lucio Salvio Otone
Lucio Salvio Otone (in latino Lucius Salvius Otho; fl. I secolo) è stato un politico e militare romano, padre dell'imperatore Otone.

## Origini familiari
Nacque in una nobile ed antica famiglia etrusca della città di Ferento da Marco Salvio Otone, il quale fu allevato presso la casa di Livia Augusta e che grazie a lei diventò pretore. La madre era una donna romana imparentata con le famiglie dell'alta nobiltà. Il nonno paterno era un cavaliere romano mentre la nonna era una donna dalla libertà incerta.

## Biografia
Nel 33 diventò console suffetto da luglio a dicembre insieme a Gaio Ottavio Lenate. Durante la sua carriera fu molto legato all'imperatore Claudio e diventò Proconsole in Africa. Nel 44 fu inviato come governatore nell'Illyricum per sedare una rivolta e decise di far giustiziare soldati che si erano ribellati ai loro comandanti. Per questo atto uscì dalle grazie dell'imperatore, ma vi rientrò quando denunciò una cospirazione contro di lui.

## Matrimonio e discendenza
Si sposò con una nobildonna etrusca, Albia Terenzia, dalla quale ebbe due figli e una figlia:
- Lucio Tiziano, console del 52, il maggiore;
- Marco Otone, imperatore per tre mesi dal 15 gennaio al 16 aprile del 69;
- Salvia (nata intorno al 12), che da giovane era fidanzata di Druso Cesare secondogenito di Germanico.[1][6]